# ولیکد
ولیکد (به انگلیسی: Vellicode) یک روستا در هند است که در تامیل نادو واقع شده‌است.